# 恩平站
恩平站是深湛铁路的一座车站，位于广东省江门市恩平市东成镇东新村委会新陂头自然村，距恩平中心城区约6.8公里，2018年7月1日随深湛线江湛段一同启用，成为恩平市第一座铁路客运站。

## 车站结构

### 站房
恩平站站房为线侧平式站房，建筑面积6000平方米，采用下进下出式旅客流线。站房外观的设计以冯如设计的第一架飞机为灵感，外立面形似早期飞机的机翼结构。
- 售票处
- 候车厅
- 出站地道
- 出站口

### 站场
本站设有2座站台、5条股道。
| 1F | 站房     | 进站口、候车厅、检票口          |
| 1F | 侧式站台 |                                 |
| 1F | 1站台    | 深湛铁路 往深圳北方向（开平南） |
| 1F | 通过线   | 深湛铁路 上行列车通过线         |
| 1F | 通过线   | 深湛铁路 下行列车通过线         |
| 1F | 2站台    | 深湛铁路 往湛江西方向（大槐）   |
| 1F | 岛式站台 |                                 |
| 1F | 3站台    | 深湛铁路 往湛江西方向（大槐）   |
| B1 | 地道     | 进出站地道                      |

## 接駁交通
| 巴士 \| 编号 \| 编号 \| 线路 \| 线路 \| 线路 \| 收费 \| 运营商 \| 备注 \| \| ---- \| ---- \| -------- \| ---- \| ------ \| ---- \| -------- \| --------------------- \| \| \| 907 \| 西门车站 \| ⇆ \| 恩平站 \| 2元 \| 恩平恒顺 \| 定时班车；原 高铁专线 \| |      |          |      |        |      |          |                       |
| 编号 | 编号 | 线路     | 线路 | 线路   | 收费 | 运营商   | 备注                  |
| | 907  | 西门车站 | ⇆    | 恩平站 | 2元  | 恩平恒顺 | 定时班车；原 高铁专线 |